# Loris Capovilla
Loris Francesco Capovilla (ur. 14 października 1915 w Pontelongo, zm. 26 maja 2016 w Bergamo) – włoski duchowny rzymskokatolicki, osobisty sekretarz papieża Jana XXIII w latach 1958–1963, arcybiskup metropolita Chieti w latach 1967–1971, prałat Loreto w latach 1971–1988, od 1988 arcybiskup senior prałatury Loreto, kardynał prezbiter od 2014.

## Życiorys
Święcenia kapłańskie otrzymał 23 maja 1940. Był osobistym sekretarzem papieża Jana XXIII. Po śmierci Jana XXIII papież Paweł VI mianował go  arcybiskupem metropolitą Chieti (26 czerwca 1967) i sam 16 lipca 1967 udzielił mu święceń biskupich. 25 września 1971 został mianowany arcybiskupem tytularnym Mesembrii i prałatem Loreto. Zrezygnował z funkcji prałata Loreto w grudniu 1988, a jego następcą został Pasquale Macchi, który był osobistym sekretarzem Pawła VI.
12 stycznia 2014 podczas modlitwy Anioł Pański papież Franciszek ogłosił jego nominację kardynalską. Ze względu na podeszły wiek nie uczestniczył na konsystorzu 22 lutego 2014, na którym został kreowany kardynałem. Biret kardynalski otrzymał 1 marca 2014 – w imieniu papieża Franciszka wręczył mu go Dziekan Kolegium Kardynalskiego – kard. Angelo Sodano.
Loris kardynał Capovilla zmarł 26 maja 2016 w szpitalu w Bergamo w wieku niespełna 101 lat. Został pochowany 30 maja 2016 w rodzinnej wsi św. Jana XXIII na cmentarzu w Fontanella di Sotto il Monte Giovanni XXIII.